# Zélia Avezou
Pour les articles homonymes, voir Avezou.
Pas d'image ? Cliquez ici
Zélia Avezou, née le 10 avril 2004, est une grimpeuse française.

## Carrière
Zélia Avezou termine troisième de l'épreuve de bloc des Championnats de France d'escalade de 2022 à Plougoumelen.
Aux Jeux européens de 2023 à Tarnów, elle est médaillée d'or en bloc ainsi que médaillée d'argent en difficulté, derrière sa compatriote Camille Pouget.

## Famille
Elle est la fille de la grimpeuse Cécile Avezou et la sœur des grimpeurs Léo Avezou et Sam Avezou.